# Eide
Eide là một đô thị (municipality) của hạt Møre og Romsdal, Na Uy. Đô thị này đã được tách ra từ Kvernes ngày 1 tháng 1 năm 1897. Đô thị này nổi tiếng với các sản phẩm làm từ đá vôi và các ngành thủ công liên quan. Con đường ven biển Atlanterhavsvegen đi qua đây. Huy hiệu của đô thị này có hình ba con thiên nga đang bơi, đây là loài vật sinh sống rất nhiều tại Eide.